# Народна хорова капела «Дніпро»

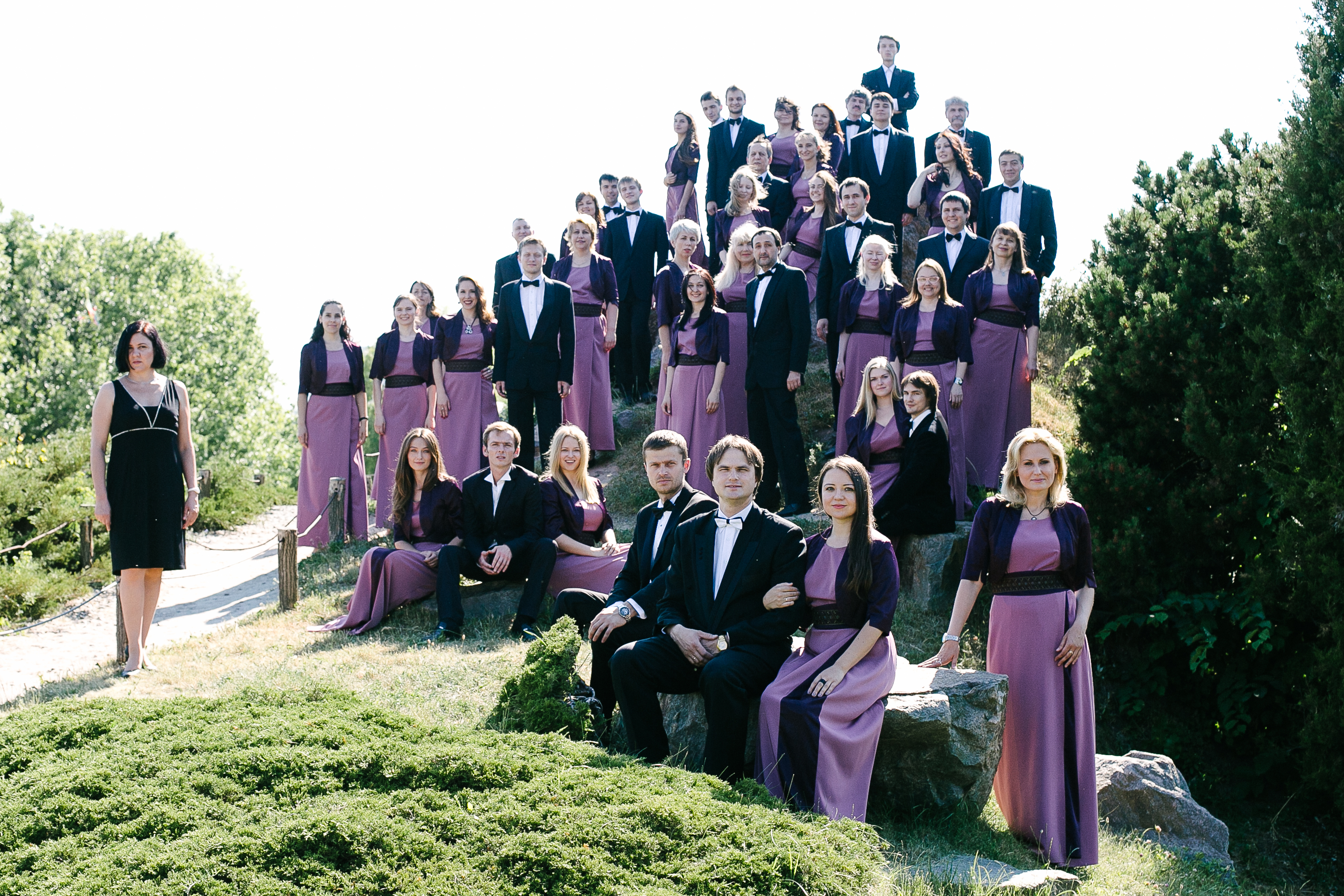

Народна хорова капела «Дніпро» Київського національного університету імені Тараса Шевченка — український хоровий колектив, заснований у 1843.
У репертуарі хору — твори національної та світової класики, літургійна хорова музика, українські народні та сучасні пісні.
До діяльності хору причетні видатні музиканти: регенти Ассінг і Сохановський, Володимир Станіславський; видатні композитори — Микола Лисенко (фундатор української класичної музики), Яків Яциневич, Яків Калішевський, Порфирій Демуцький; легендарний хоровий диригент і композитор Олександр Кошиць.
З 2009 художнім керівником капели є Ірина Душейко.

## Історія
1834 року у Києві було засновано Університет Святого Володимира, через 9 років, у 1843, створено перший хоровий осередок університету. Спочатку хор функціонував як церковний, згодом набув світського статусу. У 1859 відбулись перші концерти в університеті. За часів головування українського композитора Миколи Лисенка (1861—1866) університетський хор виконує народні пісні та робить постановки драматичних п'єс.
Після Емського указу (1876) хор обмежили в діяльності — він існував лише як церковний осередок. У 1888—1892 колектив очолював Яків Калішевський, регент митрополичого хору Софіївського собору та соліст Київської опери.
У 1908—1917 хором керує видатний український композитор та диригент Олександр Кошиць. За десять років роботи з Кошицем хор студентів університету дав у Києві понад 30 великих афішованих концертів та виконав понад 150 хорових творів західноєвропейських та українських композиторів. У тому числі пісні та колядки Миколи Лисенка, Кирила Стеценка та Олександра Кошиця. (ілюстрації- старі афіші http://dnipro.univ.kiev.ua/about-us/ [Архівовано 11 січня 2021 у Wayback Machine.])
У 1914 р. композитор Микола Леонтович створив найпопулярнішу хорову обробку колядки «Щедрик», а 25 грудня 1916 р. на урочистому Різдвяному вечорі «Щедрик» вперше прозвучав у стінах Київського університету імені Св. Володимира у виконанні студентської хорової капели університету. Микола Леонтович особисто диригував капелою.
У 1917 р. частина капели під орудою О.Кошиця виїхала на західноєвропейські гастролі. Але після падіння Української Центральної Ради і приходу до влади більшовиків, Кошиць та хористи прийняли рішення залишитися за кордоном. У 1922-му частина колективу разом з диригентом перебралася до Америки, де протягом двох десятиліть успішно виступала у США, Канаді, Мексиці, Бразилії, на Кубі.
У жовтні 1922 р. у Нью-Йорку було здійснено перший запис «Щедрика» у виконанні капели під керівництвом О. Кошиця. У 1936 р. з'явилась англійська версія «Щедрика», яка набула всесвітнього визнання як «Carol of the bells». Її створив американський композитор, українець за походженням, Петро Вільговський.
У 1939 р. Київський університет названо на честь Тараса Шевченка, а у 1964 р. хоровій капелі на чолі з Михайлом Хардаєвим присвоєно почесне звання народного колективу і назву «Дніпро». За цей час капела стала лауреаткою та переможницею міжнародних та республіканських конкурсів і фестивалів.
З 1976 по 2009 р. капелу очолював заслужений працівник культури України, професор Іван Павленко. Під його керівництвом капела багато подорожувала з гастролями по Україні та за кордоном (Литва, Латвія, Росія, Білорусь, Болгарія, Голландія та Німеччина).
З 2009 р. художнім керівником народної хорової капели «Дніпро» є Ірина Душейко. Хормейстери: композитор Ігор Тилик та Софія Трусенко. За останні роки хор взяв участь у численних фестивалях і конкурсах в Україні, Білорусі, Польщі, Словаччині, Німеччині, Франції, Італії та здійснив записи трьох компакт-дисків. З метою міжкультурного обміну хор «Дніпро» організував у Києві низку культурно-мистецьких заходів за участі хорових колективів та музикантів з Німеччини, Великої Британії, Італії, Польщі, Еквадору та Литви. У репертуарі хору — твори національної та світової класики, літургійна хорова музика, українські народні та сучасні пісні.

## Перемоги та відзнаки
Перемоги у конкурсах та відзнаки капели:
- 2004 — перша премія Міжнародного конкурсу православної церковної музики у м. Гайнівка (Польща);
- 2006 — Гран-прі Всеросійського фестивалю-конкурсу ім. Олександра Кошиця (Росія);
- 2007 — участь у Міжнародному форумі студентських хорів (Білорусь).
- 2008 — участь у хоровому фестивалі Namestovo (Словаччина).
- 2009 — Участь у фестивалі-конкурсі «Аскольдів глас» (НПУ імені М. Драгоманова)
- 2010 — Гастрольна поїздка  у м. Констанц (Німеччина), а також на V Міжнародний фестиваль хорового співу у м. Жерза (Франція);
- 2010 — 2 премія на I Міжнародному хоровому конкурсі-фестивалі імені Павла Муравського;
- 2011 — участь у  38-му Міжнародному поліфонічному фестивалі Polifoniafano «Città di Fano» (м. Фано, Італія), здобута спеціальна премія;[2]
- 2011 — Прем'єра  театралізованої версії  кантати Левка Ревуцького «Хустина»;
- 2012 — Творчий проєкт з симфонічним оркестром «Cantabile» міста Львова, до якого капелою було підготовлено хорові номери кантати «Володар перснів» з однойменного художнього фільму (композитор Говард Шор);
- 2013 — участь у хоровому фестивалі «Universitat Cantat» в Університеті імені Адама Міцкевича (Польща);
- 2013 — перше місце на II Всеукраїнському конкурсі-фестивалі університетських хорових колективів «Співаюча феєрія» (Харків)
- 2013 — три дипломи хорового конкурсу у Мєндзиздроє (пол. Miedzyzdroje, Польща): бронзовий — у загальному конкурсі, срібний у духовному конкурсі, спеціальний диплом та подарунок від об'єднаного музичного товариства оркестрів та хорів.
- 2013 — Організація та проведення сольного ювілейного концерту у Національній філармонії України  з нагоди 170-річчя хорової капели «Дніпро».
- 2013 — Участь у міжнародному фестивалі «Universitat Cantat» в Університеті імені Адама Міцкевича у місті  Познань.
- 2014 — лауреат першої премії IV конкурсу ім. Д. Бортнянського (Україна)
- 2014 — постійна концертна участь  у мистецько-благодійних акціях та концертних програмах під час «Революції Гідності» на Майдані, в КМДА, в «Українському домі», у Військовому шпиталі, у військовому санаторії Пущі-Водиці. Організація зйомок кліпу на підтримку українців і кримських татар «Крим — це Україна»
- 2015 — участь XX у Міжнародному хоровому фестивалі у м. Жерза (Франція), здобуто диплом 2 ступеню;
- 2015 — Гастрольна поїздка у Польщу
- 2015 — Гран-Прі на конкурсі «Мистецтво без кордонів», 1 місце у Міському конкурсі- огляді хорових колективів м. Київ.
- 2016 — Гастрольна поїздка у Німеччину та Італію з окремою концертною програмою хорової капели «Дніпро» та із кантатою Karl Orf «Carmina Burana».
- 2017 — Відбувся гастрольний тур містами Литви, взяли участь і здобули Першу і Другу премії солісти капели «Дніпро» Юлія Файдюк та Микола Зарицький у конкурсі  «YoungMaestro», місто Маріямполе;
- 2017 — участь у XXXVI міжнародному конкурсі церковної музики «Хайнувка-2017», місто Білосток (Польща), І премія у категорії аматорських хорів;
- 2018 — Народна хорова капела  «Дніпро» стала лауреатом II премії та отримала диплом: "Кращий аматорський світський хоровий колектив " на XXV всеукраїнському фестивалі-конкурсі духовних піснеспівів «Від Різдва до Різдва» у місті  Дніпро;
- 2019 — Здобули Срібне місце (II премія) на міжнародному хоровому конкурсі у місті Чанаккале (Туреччна) у категорії «Дорослі мішані хори».